# A15
A15（エーじゅうご）とは、ポニーキャニオンのアニメ関連レーベルであるm.o.e.の独立UHF放送局におけるUHFアニメ番組枠の名称である。

## 概要
『A15』の名称は「15分放送」「15歳以上推奨」に由来するとされる。しかし15分放送とは言っても単独の枠では無く、再放送枠である『R15』と共に30分の番組枠を構成しており、形態的には『アニメコンプレックスNIGHT』の後継となっている。m.o.e.のWebサイトで放映後に一定期間無料でインターネット配信が行われた。
放送局は、2004年1月 - 6月はテレビ神奈川とサンテレビの2局であったが、翌2005年1月 - はテレビ埼玉と千葉テレビ放送が加わった。

## 放送内容
1. 2004年1月12日 - 同年3月1日、全8回
  - A15：『超変身コス∞プレイヤー』
  - R15：『りぜるまいん傑作選』
2. 2004年3月8日 - 同年4月26日、全8回
  - A15：『ヒットをねらえ!』
  - R15：『超変身コス∞プレイヤー』 - OPあり、EDカット。またサブタイトルが正式版になる
3. 2004年5月3日 - 同年6月28日、全9回
  - A15：『LOVE♥LOVE?』
  - R15：『ヒットをねらえ!』 - OPあり、EDカット、『超変身コス∞プレイヤー最終回』 - 第9話
4. 2005年1月10日 - 同年3月28日、全12回
  - A15：『UG☆アルティメットガール』
  - R15：変身3部作SPECIAL
『LOVE♥LOVE?』全話、及び『超変身コス∞プレイヤー』 - 1話、『ヒットをねらえ!』 - 1話&2話 全てOPありEDカット